# Valderrodrigo
Valderrodrigo – gmina w Hiszpanii, w prowincji Salamanka, w Kastylii i León, o powierzchni 22,35 km². W 2011 roku gmina liczyła 157 mieszkańców.